# Johnny Herrera
Pour les articles homonymes, voir Herrera.
Johnny Herrera est un footballeur chilien né le 9 mai 1981 à Angol. Il joue actuellement au poste de gardien de but.

## Biographie
Junior à l'Universidad de Chile à Santiago de Chile, Johnny Herrera fait partie de la première équipe dès 1999. Il y reste jusqu'en 2005 et y joue 122 matchs. Il joue ensuite au Brésil avec les SC Corinthians pendant la saison 2006 puis retourne au Chili, avec le CD Everton puis le Audax Italiano. En 2011, il rejoue avec son club et remporte la Copa Sudamericana 2011. Le journal uruguayen El País lui décerne le titre de meilleur gardien d'Amérique du Sud, et il est classé au quatorzième rang des meilleurs gardiens du monde. Herrera n'est cependant pas titulaire en équipe nationale ; il a joué six matchs depuis 2002. En 2014, il est sélectionné pour participer à la Coupe du monde au Brésil.
En 2012, Herrera est jugé pour avoir conduit en état d'ivresse et provoqué la mort d'une femme de 22 ans le 20 décembre 2009.

## Palmarès

### En club
- Universidad de Chile
  - Champion du Chili en 1999 et en 2000
  - Vainqueur de la Coupe du chili en 2000 et en 2013
  - Vainqueur de la Copa Sudamericana en 2011

### En sélection
Finaliste de la Coupe des confédérations 2017
Vainqueur de la Copa América 2015 
Vainqueur de la Copa América Centenario

### Distinctions individuelles
- Gardien de l'année du Championnat du Chili en 2011
- Gardien de l'année de la CONMEBOL en 2011
- Gardien de l'équipe type de la Copa Sudamericana 2011